# آنخل آلارکون
آنخل آلارکون (انگلیسی: Ángel Alarcón؛ زادهٔ ۱۵ مهٔ ۲۰۰۴) بازیکن فوتبال اهل اسپانیا است.
وی همچنین در تیم‌های ملی فوتبال زیر ۱۵ سال اسپانیا، زیر ۱۶ سال اسپانیا، و زیر ۲۰ سال اسپانیا بازی کرده‌است.